# Lucy Martin
Lucy Martin (nascida em 5 de maio de 1990) é uma ex-ciclista de estrada e pista profissional britânica. Defendeu as cores do Reino Unido nos Jogos Olímpicos de 2012, em Londres, onde competiu na prova de estrada individual.